# Panchlora sagax
Panchlora sagax es una especie de cucaracha del género Panchlora, familia Blaberidae. Fue descrita científicamente por Rehn & Hebard en 1927.

## Distribución
Habita en Puerto Rico, Dominica, Colombia e Islas Vírgenes.